# Molen van Zevenbronnen

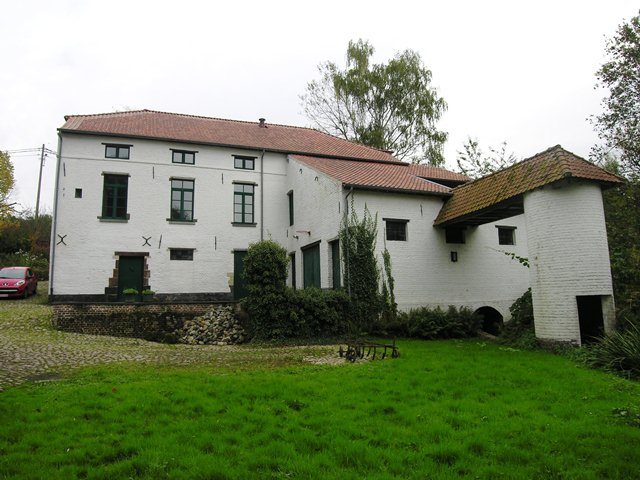
Molen van Zevenbronnen

De Molen van Zevenbronnen is een watermolen in de Vlaams-Brabantse plaats Sint-Genesius-Rode, gelegen aan Zevenbronnen 5.
Deze bovenslagmolen op de Zevenborrebeek fungeerde als korenmolen.
De molen wordt gevoed door een molenvijver die op zijn beurt door nabijgelegen bronriviertjes wordt gevoed en waaruit uiteindelijk de Zevenborrebeek ontspringt.

## Geschiedenis
Deze molen behoorde tot de Priorij Zevenborren, welke in 1402 de vergunning kreeg om hier een molen op te richten. De priorij bezat eveneens de Ensdellemolen. In 1784 werd de priorij opgeheven en veel gebouwen werden gesloopt, maar de molen bleef in werking. In 1838 werd de molen gekocht door Jacques Coghen. In 1892 werd de molen gekocht door Victorien Timberman-Coppens. Deze handelaar liet de molen vergroten en liet tevens het hotel-restaurant les sept fontaines in de directe omgeving bouwen. Omstreeks 1939 werd het bovenslagrad door een turbine vervangen. In 1948 werd het molenbedrijf gestaakt.
Het molengebouw werd omgevormd tot woonhuis, maar de houten maalinstallatie bleef bewaard.